# 翘嘴鲌
利螟魚（学名：Culter alburnus），又名曲腰魚、翹嘴紅鮊、總統魚、鱎、鮩，为輻鰭魚綱鯉形目鯝科鲌属的鱼类，俗名翹殼、翘嘴巴、大白鱼。分布於中國大陆、俄羅斯、越南紅河、臺灣南投縣日月潭等地，本魚體延長且側扁，腹鰭至肛門具腹棱，頭長小於體高，吻鈍，口上位，下頷長於上頷，下頷往上翹，眼大，魚鱗小，側線完全，前部淺弧形，後半部平直，背鰭末根鰭條變硬，胸鰭尖，末端近腹鰭起點，臀鰭外緣凹入，尾鰭深分叉，體背部青灰色，腹側白色，各魚鰭灰黑色，體長可達1米以上，多為600公克以下小魚，但最大者重達10-15千克，常栖息于江河、湖泊、水庫等缓流或静水敞水处，並捕捉魚類及蝦類為食，可做為食用魚。该物种的模式产地在长江。